# Радомир Вешовић
Радомир Вешовић (Лијева Ријека, 1871 − Славонски Шамац, 27. септембар 1938) био је црногорски бригадир и југословенски дивизијски генерал и политичар.

## Биографија
Потиче из познате Васојевићке породице.
Као стипендиста црногорског двора 1887. завршио официрску школу у Модени у Италији.
Био је на разним дужностима у Црногорској војсци, од 1908. командант штаба 2. дивизије у Подгорици. У Првом балканском рату командује Горњовасојевићком бригадом и заузима Плав, Метохију са градовима Пећ и Ђаковица. Такође је и учествовао у опсади Скадра, где је рањен.
У Првом светском рату био је командант Старо-Србијанског одреда. Трупе под командом Радомира Вешовића заузеле су Скадар јуна 1915. године. Крајем 1915. и почетком 1916. је био министар војни Краљевине Црне Горе. У децембру 1915. забранио је издавање српског листа Весник због шале о Црногорцима.
После аустроугарске окупације Краљевине Црне Горе 1916. отпочиње припреме за подизање устанка. Аустроугарске окупационе власти су сазнале за припремање устанка па су покушале да га ухапсе, што је генерал Вешовић избегао, убивши при бекству официра који је био задужен да га спроведе. После овог догађаја придружује се комитама. Ови догађаји су дали повода аустроугарским окупационим властима за појачавање прогона и интернација, током којих је убијен и његов брат Владимир. Почетком 1918. се Вешовић на наговор неких утицајних личности предао аустроугарским властима, да би после тога сарађивао са њима тако што је позивао комите на предају. Ове његове активности се нису показале као посебно успешне па га шаљу у интернацију у Грац.
По завршетку Првог светског рата се враћа у Црну Гору у којој почињу немири везани за начин присаједињења Црне Горе. Пошто се сматрало да је могуће да се стави на чело устанка нове власти га држе под полицијским надзором. Примљен је у Југословенску војску у чину дивизијског генерала. Пре тога је имао чин бригадира Црногорске војске. Радомир Вешовић је брзо по примању у војску пензионисан 1919. из политичких разлога.
Новембра 1919. министар војни, генерал Стеван Хаџић наређује Вешовићево хапшење и спровођење за Београд. Покушао је да побегне са сином у Румунију али је ухапшен. После хапшења бива пребачен у сремско-митровачки затвор. У истражном затвору проводи 15 месеци да би му у Београду фебруара 1921. судили због учествовања у припремама оружаног устанка. На суђењу су му браниоци били др. Живко Топаловић и др. Секула Дрљевић. Вешовић је пуштен на слободу, односно утврђено му је дело, али је пуштен услед краљеве амнестије из 1920, уз плаћање судских трошкова.

## У филмовима
- Воскрсења не бива без смрти (филм), италијански филм 1922.
- Суђење ђенералу Вешовићу, црногорски ТВ филм 2001.